# دوري هونغ كونغ لكرة القدم 1951–52
دوري هونغ كونغ لكرة القدم 1951–52 هو الموسم 7 من دوري هونغ كونغ لكرة القدم ‏. كان عدد الأندية المشاركة فيه 13، وفاز فيه نادي جنوب الصين.